# Pašková
Pašková é um município da Eslováquia, situado no distrito de Rožňava, na região de Košice. Tem 6,01 km² de área e sua população em 2018 foi estimada em 349 habitantes.

## Demografia
| Ano:        | 1994 | 2004   | 2014    | 2024   |
| ----------- | ---- | ------ | ------- | ------ |
| Broj ljudi: | 274  | 286    | 340     | 335    |
| Razlika:    |      | +4,37% | +18,88% | -1,47% |

| Ano:               | 2023 | 2024   |
| ------------------ | ---- | ------ |
| Número de pessoas: | 339  | 335    |
| Diferença:         |      | -1,17% |